# Juliasdale
Juliasdale é uma vila da província de Manicaland, no Zimbabwe localizada à 23 km  ao sul de Nyanga. Frutas são cultivadas na região. A cidade ostenta o primeiro Casino no país.